# 王令麟
王令麟（1955年2月23日—），臺灣企業家，東森集團總裁。自1989年起，曾任3、4屆立法委員，1995年掌東森媒體集團，創立房仲東森房屋、有線電視東森電視、東森購物、網路媒體東森新聞雲，並重組東森電子商務。

## 生平
王令麟出生於台北市，為企業家王又曾與其二房陈佩芳之子。1975年，畢業於淡水工商管理專科學校企業管理科。 
1996年，「力霸友聯全線傳播事業股份有限公司」更名為「東森傳播事業股份有限公司」，友聯衛星電視台更名為東森電視台。
2007年，力霸集團爆發財務危機（力霸案）後，東森遭波及，被限制出境，在東森媒體集團涉及台北小巨蛋圍標等弊案而遭到檢方約談並被聲押，法官裁定以新台幣1億元獲得交保，但檢方隨即在隔一天，6月17日，抗告成功，法院對王令麟重開羈押庭，最後王令麟被裁定羈押禁見。2008年12月31日，遭判刑18年，併科罰金新台幣7億元。
2009年1月21日，台北地方法院接獲法務部調查局所提供的情資，指王令麟計畫從澎湖偷渡，有逃亡之虞，審判長李英豪裁定「再執行羈押」，原先繳納的保釋金新台幣3億5,000萬元未發還。後經調查發現為烏龍情資。同年2月11日，交保釋放。
2011年1月20日，東森得易購董事長梁馬利因頻道爭議，控告王令麟誹謗、違反競爭禁止以及公平交易法，台北地方法院判決王令麟等人無罪。同年10月31日，力霸東森案，二審台灣高等法院判決5年8個月。2012年6月29日，力霸案二審定讞『文書登載不實』部分，合併執行12個月，王令麟提早申請入監服刑19天。
2011年11月1日，創辦網路媒體ETtoday，以「樂在分享、愛上雲端」為主軸，開創新聞結合社群經營模式。
2013年8月14日，最高法院判決，除內線交易部份發回更審，其餘部份定讞；同年11月1日，再次入監服刑。於2015年11月11日，假釋。
2014年，王令麟授意秘書胡曉菁行賄法務部矯正署臺北監獄副典獄長蘇清俊，讓王令麟以在獄中掌控公司事業；2015年1月12日，台北地檢署以違反《貪汙治罪條例》第11條第4項、第1項、第2項罪嫌起訴王令麟。
2018年8月22日，高院宣判內線交易部份無罪。
2018年9月30日，東森集團策略執行長王令麟宣布出任東森天美仕全球新連鎖事業董事長。
2018年10月11日，回任東森購物董事長。
2019年10月9日，台北地方法院一審宣判王令麟行賄蘇清俊案，依《貪汙治罪條例》「交付賄賂罪」判處王令麟有期徒刑2年2月、褫奪公權3年。

## 社會服務
2012年4月18日，探視東森育英獎長期資助的生命鬥士許淑絮與劉憶年，致贈助學金，並允諾辦理官捐贈卡。
2012年4月30日，在臺大醫院簽下器官捐贈卡，以實際行動回饋社會。
王令麟曾跟力霸集團少東王令一都是慈濟功德會的榮譽董事長，免費提供攝影棚及各種器材給慈濟功德會，還自動撥出力霸友聯U2綜合台每天一個小時給慈濟功德會播出《慈濟世界》。

## 個人生活
1980年，王令麟與五花瓣合唱團主唱蔡咪咪（本名蔡雪卿）結婚，育有3女：王辭涵（1981年生）、王辭茵（1984年2月10日出生）、王辭庭。
王令麟皈依佛教釋惟覺，且長年茹素。2009年年中，遭受偵查期間改信基督新教。2009年7月9日，在台北靈糧堂受洗。

## 外部連結
- 王令麟部落格 （页面存档备份，存于）
- 立法院 -王令麟委員簡介 （页面存档备份，存于）
- 王令麟在互联网电影资料库（IMDb）上的資料（英文）